# 安什区
安沙區，是海地的區，位於該國東部，由中央省負責管轄，面積1,393平方公里，海拔高度282米，2015年人口264,943，人口密度每平方公里190.2人。